# آمازون (فیلم ۱۹۹۷)
«آمازون» (انگلیسی: Amazon) فیلم مستند به کارگردانی کیت مریل است که در سال ۱۹۹۷ منتشر شده‌است.
فیلم روایت گیاه‌شناس قومی، دکتر مارک پلوتکین است که به دنبال گیاهان دارویی در حوضه رودخانه آمازون هستند.
- کارگردان: کیت مریل
- نویسندگان: کیت مریل و لورن مک اینتایر
- بازیگران: لیندا هانت - جسی کورتی و مارک پلاتکین